# Bernadette Szőcs
Bernadette Szőcs (Târgu Mureș, 5 maart 1995) is een Roemeens professioneel tafeltennisser. Ze speelt rechtshandig met de shakehandgreep.
In 2016 (Rio de Janeiro) en 2020 (Tokio) nam zij deel aan de Olympische spelen.
Szőcs speelt in de Roemeense competitie bij Steaua Bukarest.

## Belangrijkste resultaten
- Goud met het vrouwenteam op de Europese kampioenschappen 2017.
- Goud met het vrouwenteam op de Europese kampioenschappen 2019.
- Zilver in het enkelspel op de Europese kampioenschappen 2024.
- Zilver in het dubbelspel op de Europese kampioenschappen 2024 met Sofia Polcanova.
- Zilver met het vrouwenteam op de Europese kampioenschappen 2021.
- Zilver met het vrouwenteam op de Europese kampioenschappen 2015.
- Zilver met het vrouwenteam op de Europese kampioenschappen 2013.
- Brons in de gemengd dubbel op de Europese kampioenschappen 2012 met Ovidiu Ionescu.
- Brons in de gemengd dubbel op de Europese kampioenschappen 2016 met Ovidiu Ionescu.